# エノン写像
エノン写像（エノンしゃぞう、Hénon map）とは、2次元の離散力学系の一種。次の2変数連立常差分方程式（漸化式）で示される。
{\displaystyle {\begin{cases}x_{n+1}=1-ax_{n}^{2}+y_{n}\\y_{n+1}=bx_{n}\end{cases}}}
ここで、a、bは定数で、単にパラメータなどと呼ぶ。
エノン写像は、1976年にフランスの天文学者ミシェル・エノン（fr:Michel Hénon）により発表された。エノンは、1963年に発表されたローレンツ方程式が生み出すカオスをさらに研究するため、ローレンツの系の本質的性質を同様に持ちつつも、より簡単な数学モデルを構築することを目的に上記の写像を考案した。
また、1969年にエノンが発表した以下の形式の写像についても、もう一つのエノン写像として紹介される場合もある。
{\displaystyle {\begin{cases}x_{n+1}=x_{n}\cos \alpha +(y_{n}-x_{n}^{2})\sin \alpha \\y_{n+1}=x_{n}\sin \alpha +(y_{n}-x_{n}^{2})\cos \alpha \end{cases}}}

## エノン・アトラクタ

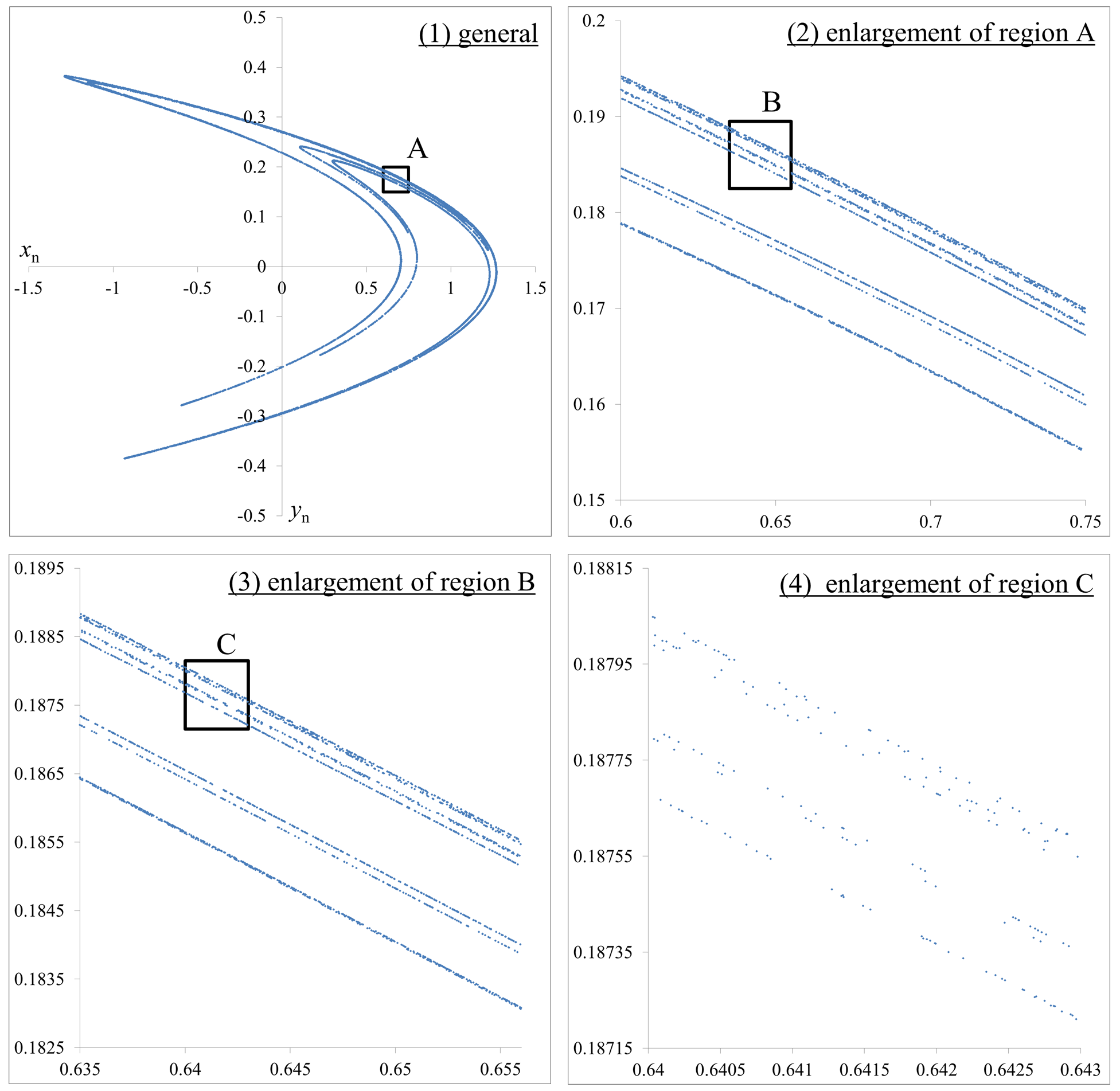
エノン・アトラクタのフラクタル構造
繰り返し数は、(1) n = 10^{4}、(2) n = 10^{5}、(3) n = 10^{6}、(4) n = 10^{6}
(4)は拡大率に対してプロット数（繰り返し数）が少ないので、軌道の点に隙間が目立つ

エノン写像におけるa、bは任意の定数だが、写像がストレンジアトラクタとなるような最適なパラメータとして、エノンはa = 1.4、b = 0.3を提案し、これらの値がエノン写像における標準的なパラメータ値としてよく使用される。このときの解軌道はエノン・アトラクタと呼ばれる。

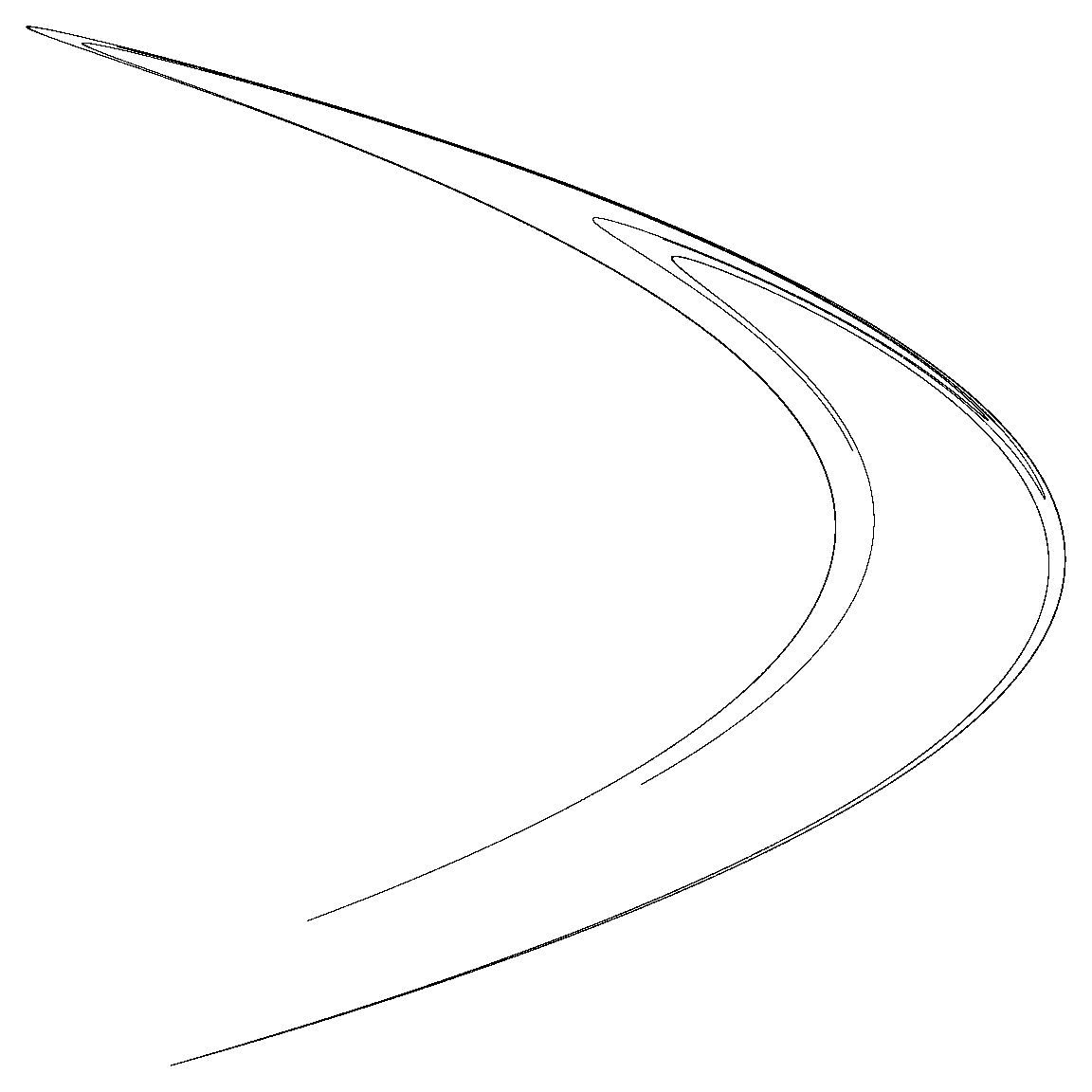
エノン・アトラクタ
横軸：x_{n}、縦軸：y_{n}

また、他のストレンジアトラクタ同様にエレン・アトラクタの解軌道はフラクタル構造を持つ。図形を拡大していくと、無限に相似の形状が表れる。フラクタル次元は、容量次元では約1.27、相関次元では約1.23である。

## 分岐図
ロジスティック写像などと同様にパラメータa、bの変化に応じて、カオスだけではなく、周期的振る舞いに落ち着いたり、固定点へ収束したりするような振る舞いに変わる。
パラメータに応じて写像の変数が最終的にどのような値に落ち着くかを示すのに分岐図が用いられるが、エノン写像のような2次元写像の場合には、横軸と縦軸にパラメータ変化を取ってパラメータ2つの変化の影響を同時に観察する2パラメータ分岐図と、1つのパラメータは固定してもう1つのパラメータ変化の影響だけを観察する1パラメータ分岐図がある。

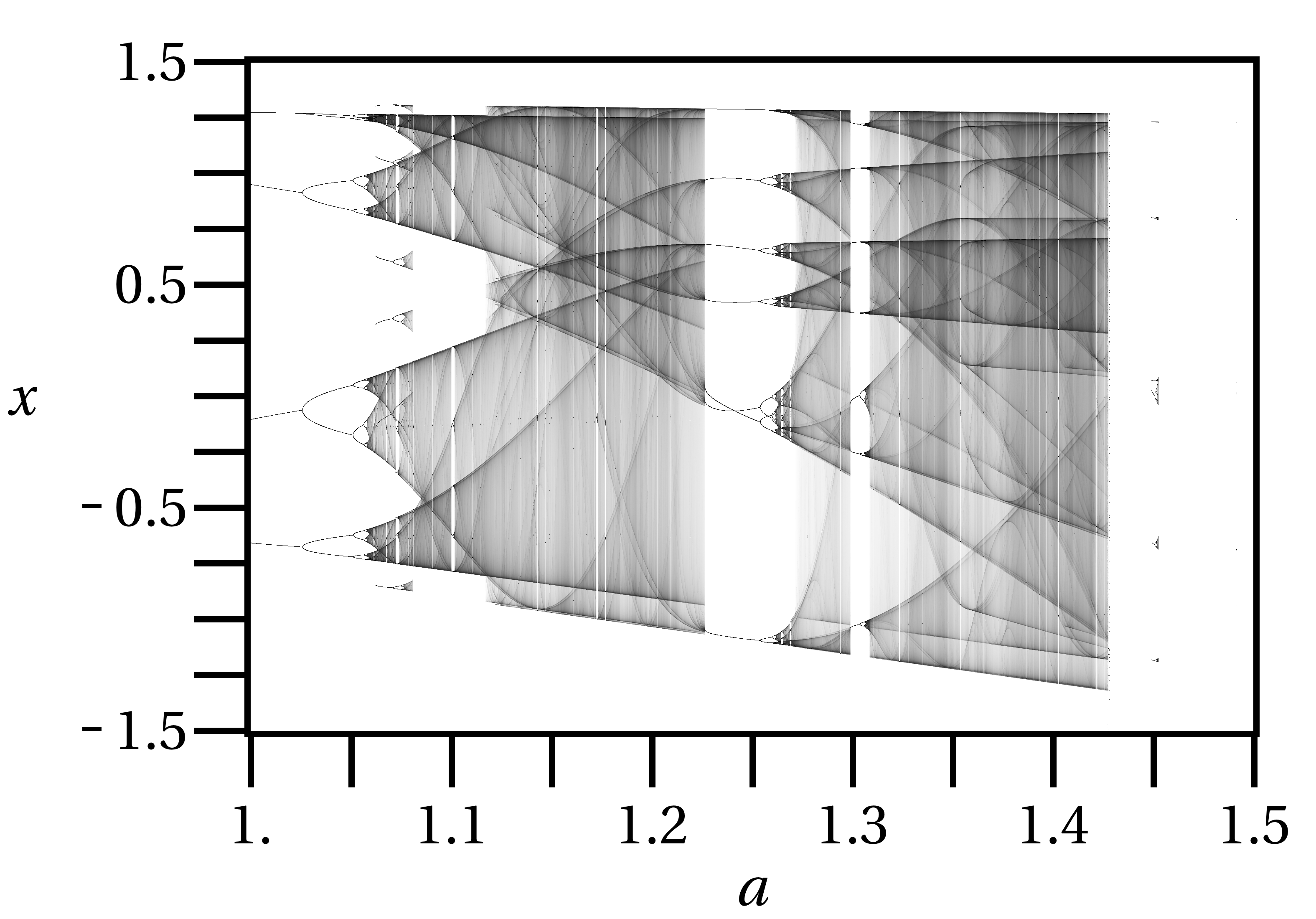
エノン写像の1パラメータ分岐図 b = 0.3

上図はb = 0.3におけるエノン写像の1パラメータ分岐図の例で、各種の分岐が観察される。aが約0.912を超えると2周期から4周期への周期倍分岐が発生する。また、約1.226を超えると不規則な振る舞いから7周期軌道へ変化するサドルノード分岐が発生する。
約1.115と約1.271を超えたときには、アトラクタの軌道が突然大きくなる内部クライシスと呼ばれる現象が発生する。エノン・アトラクタにおけるパラメータ値であるa = 1.4を超え、さらに約1.426を超えると、アトラクタを描いていた解軌道は崩壊して変数はマイナスへ発散するようになる。これは境界クライシスと呼ばれ、本質的には内部クライシスと同じ現象だがアトラクタ軌道が大きくなるに留まらず、無限遠へ発散する。